# بازآفرینی اطلاعات
منظور از بازآفرینی اطلاعات، استفاده کردن یا الهام گرفتن از اصول، مضامین و مفاهیم یک حوزه علمی در حوزه علمی دیگر است. به عنوان مثال، استفاده از مفاهیم آلودگی محیط زیست در حوزه اطلاعات و ایجاد مفهوم آلودگی اطلاعات. در روشنگری این سخن می‌توان گفت که بازآفرینی اطلاعات نه تنها در حوزه‌های علمی مفید است و از اتلاف وقت و انرژی پژوهشگران جلوگیری می‌کند، بلکه در حوزه هنر، موسیقی، ادبیات، داستان‌نویسی کودکان و اساطیر نیز استفاده و موجب خلاقیت می‌شود و در اغلب موارد سودمند است. آنچه که در بازآفرینی اطلاعات، داستان، نقاشی، موسیقی و غیره مهم می‌باشد این است که عناصر اساسی که بازآفریده می‌شوند به درستی مورد بررسی و مطالعه قرار گیرند و درست تعریف شوند. قابل ذکر است که گاهی اوقات نمی‌توان قوانین و عناصر حوزه علمی نخست را در حوزه علمی دوم به راحتی به کار گرفت.